# ناحية النيل
ناحية النيل هي أحد النواحي التابعة لقضاء المحاويل في محافظة بابل في العراق وتقع إلى الجنوب الشرقي من مركز القضاء وهي ذات طابع زراعي إذ تشتهر بزراعة النخيل بكافة انواعه وتتواجد فيها مجموعة من المواقع الاثرية المهمة المتمثلة بآثار كيش وكذلك تل الأحيمر وتل أبو سريدة.

## أعلام المدينة
- عالم سبيط النيلي